# Walthamstow Marshes
Walthamstow Marshes är en sumpmark i Storbritannien.   Den ligger i grevskapet Greater London och riksdelen England, i den södra delen av landet.